# Dieu-qui-parle
Dieu-qui-parle (Talking God) est un roman policier de Tony Hillerman paru en 1989.

## Résumé
Une femme chargée de la politique juridique d'un musée d'anthropologie reçoit un colis contenant des ossements humains de Blancs, déterrés par un certain Henry Highway, qui souhaite que les Indiens récupèrent les ossements conservés au musée.
Non loin du territoire navajo, la police découvre le corps d'un homme inconnu, sans trace de son identité. Le seul indice est un bout de papier trouvé dans la poche de sa veste, qui porte le nom d'une femme âgée pour qui va être donnée une cérémonie appelée Yeibichai ou chant de la nuit.
Joe Leaphorn, intrigué, mène l'enquête, tandis que Jim Chee procède à l'arrestation de Highway, venu assister au Yeibichai. Son avocate n'est autre que Janet Pete, l'amie de Jim Chee. Elle a remarqué qu'elle était suivie.

## Adaptation
- Extrait en bande dessinée d'après le roman, adaptation Pierre Le Gall ; dessin Nicolas Barral ; couleurs Alain Cianci, dans Je bouquine n° 182, avril 1999, p. 73-84. Suivi d'un dossier littéraire sur Tony Hillerman par Leigh Sauerwein, p. 85-89.